# Magic!
Magic! är en kanadensisk musikgrupp som spelar musikstilen reggae. Gruppens största hitlåt är Rude. Musikvideon till Rude har fått cirka 1,8 miljarder visningar på Youtube. På deras debutalbum fanns singlarna: Rude, Don't Kill the Magic, Let Your Hair Down och No Way No.

## Diskografi

### Album
- 2014 - Don't Kill the Magic
- 2016 - Primary Colours
- 2018 - Expectations

### Singlar
- 2014 - Rude
- 2014 - Rude - Remix (feat. Kid Ink, Ty Dolla Sign & Travis Barker)
- 2014 - Rude - Zedd Remix
- 2014 - Don't Kill the Magic
- 2014 - Let Your Hair Down
- 2015 - No Way No
- 2015 - Sun Goes Down (med David Guetta, Showtek & Sonny Wilson)
- 2016 - Lay You Down Easy (feat. Sean Paul)
- 2016 - Red Dress
- 2016 - No Regrets
- 2017 - Girl at Coachella (med Matoma feat. DRAM)
- 2017 - Darts in the Dark
- 2018 - Kiss Me
- 2018 - Expectations